# Buena Vista (Texas)
Buena Vista è un census-designated place (CDP) degli Stati Uniti d'America della contea di Starr nello Stato del Texas. La popolazione era di 102 abitanti al censimento del 2010.

## Geografia fisica
Buena Vista è situata a 26°17′39″N 98°36′39″W (26.294139, -98.610884).
Secondo lo United States Census Bureau, il CDP ha una superficie totale di 0,09 km², dei quali 0,09 km² di territorio e 0 km² di acque interne (0% del totale).

## Società

### Evoluzione demografica
Secondo il censimento del 2010, la popolazione era di 102 abitanti.

### Etnie e minoranze straniere
Secondo il censimento del 2010, la composizione etnica del CDP era formata dal 100% di bianchi, lo 0% di afroamericani, lo 0% di nativi americani, lo 0% di asiatici, lo 0% di oceanici, lo 0% di altre razze, e lo 0% di due o più etnie. Ispanici o latinos di qualunque razza erano il 100% della popolazione.